# سورن لربی
سورن لربی (دانمارکی: Søren Lerby؛ زادهٔ ۱ فوریهٔ ۱۹۵۸) یک بازیکن و سرمربی فوتبال اهل دانمارک است.

## باشگاهی
از باشگاه‌هایی که در آن بازی کرده‌است می‌توان به بایرن مونیخ، موناکو، پی‌اس‌وی آیندهوون و آژاکس آمستردام اشاره کرد.

## تیم ملی
وی همچنین در تیم ملی فوتبال دانمارک بازی کرده‌است.